# Mason City (Nebraska)
Pour les articles homonymes, voir Mason.
Mason City est un village du comté de Custer, dans l'État du Nebraska, aux États-Unis. En 2020, il comptait une population de 151 habitants.